# گنبد نمکی کنارسیاه

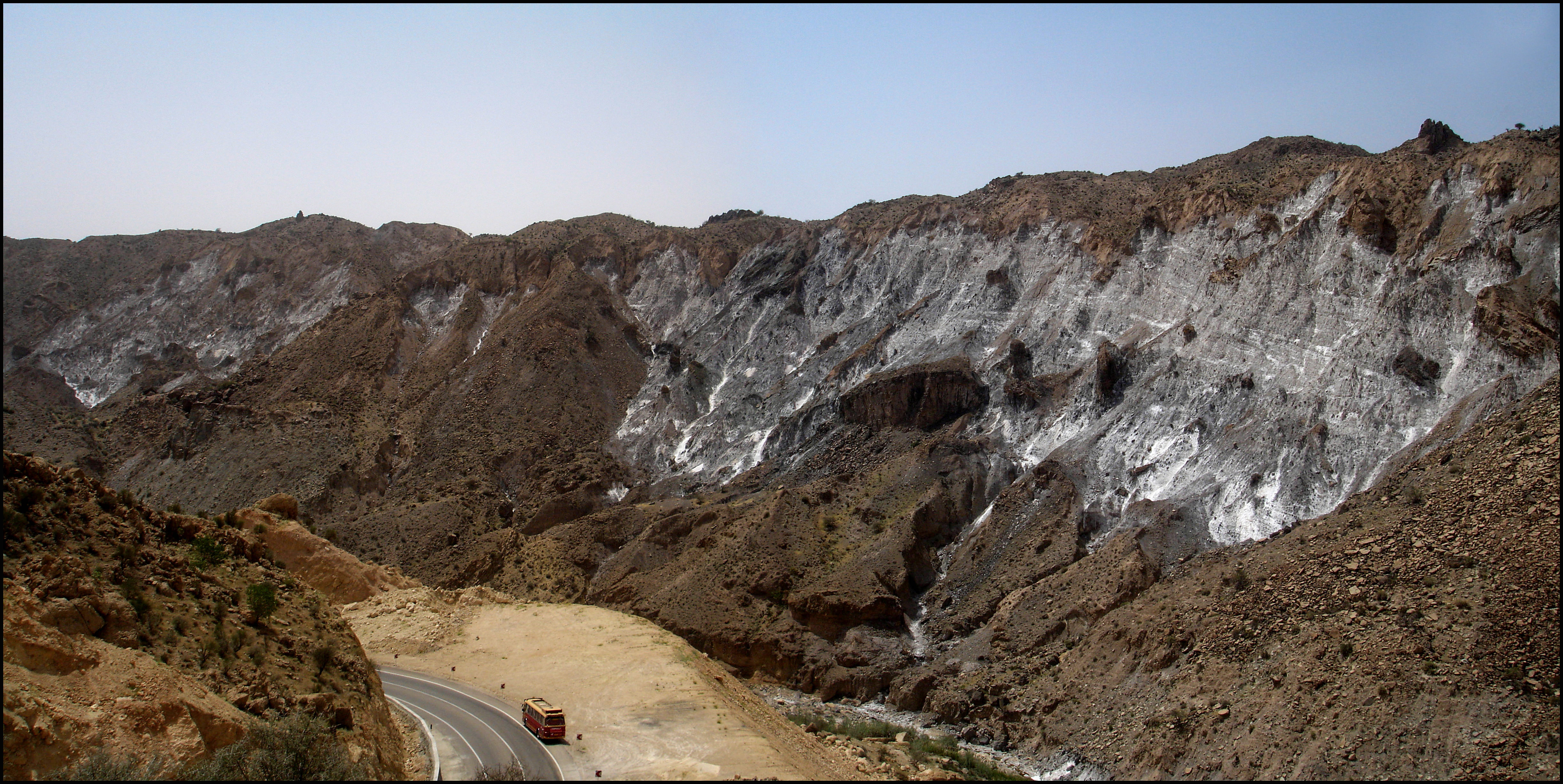
گنبد نمکی کنارسیاه

گنبد نمکی کُنارسیاه منحصربه‌فردترین گنبد نمکی ایران است که در ۹۰ کیلومتری جنوب شرقی شیراز و در فاصله ۲۰ کیلومتری جنوب غرب شهرستان فیروزآباد قرار دارد. دستیابی به گنبد نمکی کنارسیاه از جاده آسفالته فیروزآباد- جم- عسلویه امکان‌پذیر است. تعدادی آبراهه فصلی در اطراف گنبد نمکی وجود دارد. در یال جنوب غربی تاقدیس آغار، سه چشمه به نام نارک، کنار سیاه و منگرک وجود دارد.